# Periodiska systemets block
I periodiska systemet är block områden som har fått namn efter atomernas elektronskal. I ett visst block har atomerna i grundtillståndet elektroner med högst energi i en viss orbital-typ.
Följande block finns:
- s-blocket
- p-blocket
- d-blocket
- f-blocket

Några block innehåller flera av periodiska systemets grupper.
Den amerikanske kemisten Glenn T. Seaborg föreslog g-blocket till de hypotetiska grundämnena unbiunium till untrioctium (121-138).